# Theridion metabolum
Theridion metabolum là một loài nhện trong họ Theridiidae.
Loài này thuộc chi Theridion. Theridion metabolum được Ralph Vary Chamberlin & Wilton Ivie miêu tả năm 1936.